# Древни и първични букови гори в Карпатите и други европейски региони
Древни и първични букови гори в Карпатите и други европейски региони (на полски Pradawne i pierwotne lasy bukowe Karpat i innych regionów Europy) - обект от Списъка  световното наследство на ЮНЕСКО, включващ комплекс от относително девствени европейски букови гори от умерения пояс. 
Това е сериен транснационален обект, който понастоящем е разположен на териториите на 18 държави: Албания, Австрия, Белгия, Босна и Херцеговина, България, Хърватия, Чехия, Франция, Германия, Италия, Северна Македония, Полша, Румъния, Словакия, Словения, Испания, Швейцария и Украйна. Той има 94 компонента, включително 4 в Бешчадския национален парк (Bieszczady) в Полша. 
За първи път е включен в Списъка на световното наследство през 2007 г. под името "Първични карпатски букови гори". Впоследствие обектът е разширен и преименуван. 

## Букови гори
Буковите гори са доминирани от обикновения бук (Fagus sylvatica) - вид, който е ендемичен за Европа, и такива гори се срещат само на този континент. 
По време на всяко заледяване (ледников период) през последните 1 милион години букът е оцелявал при неблагоприятни условия в рефугиуми (убежища) в Южна Европа. След последния, преди около 11 000 години, започва реколонизация на континента от убежищата в Алпите, Карпатите, Средиземноморската зона и Пиренеите, която продължава и до днес. По време на този процес се формират различни видове растителни съобщества в различни среди.
В умерения климат на Централна Европа букът е основният дървесен вид в равновесния етап на биоценозата. Затова би трябвало буковите гори да бъдат доминиращите климаксни гори. Човешката дейност обаче е довела до драстично намаляване на площта на буковите гори като цяло и на първичните и старите гори в частност. Първичните букови гори представляват само 0,7 % от горските площи в 32-те представени страни, а естествените - 2,8 % (тук се посочва, че не е включена Русия).89% от тези първични гори са защитени, но само 46% от тях са строго защитени.
Буковите гори значително увеличават биоразнообразието в Европа и затова са сред най-ценните горски екосистеми. В тях се срещат до 10 000 вида животни. Буковете предпочитат влажен климат и затова са най-многобройните широколистни дървета в Централна Европа и планините на Южна Европа.

## Обект на световното наследство
Природната забележителност „Древни и първични букови гори в Карпатите и други европейски региони ” включва комплекс от сравнително непокътнати европейски букови гори от умерения пояс.
В документите за този обект на световното наследство се приема, че първичната (т.е. девствена) гора е вид естествена гора. Това се основава на определенията от Протокола за устойчиво управление на горите към Рамковата конвенция за опазване и устойчиво развитие на Карпатите на Карпатската конвенция. В тези документи терминът "естествена гора" включва и термините "древна гора" и "стара гора".
Буковите гори на този обект са с характер близък до естествения или дори с естествен характер. Основната площ на частите, вписани през 2017 и 2021, са първични (девствени) гори, вековни гори или вековни гори, включващи по-големи или по-малки фрагменти от първични гори. Естествеността на вписаните преди това гори също е оценена високо.
В горите на този обект често се срещат ендемични и реликтни видове. Тези гори осигуряват безценна популация от стари дървета и са генетичен резервоар за бук и много други видове.
„Изключителната универсална стойност“, необходима за включване на обекта в Списъка на световното наследство на ЮНЕСКО, е свързано с постледниковото и континентално разпространение на буковите гори, т.е. отговаря на критерий IX:
| „ | Представлява особен пример за протичащи екологични и биологични процеси, свързани с еволюцията и развитието на сухоземни, сладководни, крайбрежни и морски екосистеми или общности от растения и животни. | “ |

## История на включването в Списъка
Първият опит за номиниране на европейски букови гори е направен през 2003 от Словакия. Тя обаче оттегля своето предложение по препоръка на Международния съюз за защита на природата, който предлага съвместна номинация с Украйна. Поради тази причина номинацията не е разгледана по време на 28. сесия на Комитета за световно наследство през 2004. 
За първи път обектът е вписан в Списъка на световното наследство на ЮНЕСКО по време на 31. сесия през 2007 под името „Древни карпатски букови гори“. На 35-ата сесия през 2011 са добавени гори в Германия и обектът е преименуван на „Древни карпатски букови гори и древни букови гори в Германия“. На 41-вата сесия през 2017 записът е допълнително разширен и обектът получава сегашното си име, т.е. „Древни и първични букови гори в Карпатите и други региони на Европа“.

## Полша
Според първоначалните намерения новото вписване по време на 41. сесия на Комитета за световно наследство през юли 2017 е трябвало да включва и букови гори в Полша на територията на Бешчадски национален парк, но през май 2017 Полша оттегля това свое заявление, след консултации в общините Чисна и Лютовиска, където е изразена „липса на доверие в националния парк“.
Едва на 28 юли 2021 по време на 44. сесия на Комитета за световно наследство, проведена онлайн на 16-31 юли 2021 във Фуджоу (Китай), е добавена като елемент територията, наречена „Бешчади“, която се намира в Бешчадски национален парк и се състои от четири фрагмента от букови гори, покриващи общо 3471,75 ha (12% от площта на парка).
Всичките 4 компонента на групата "Бешчади" се характеризират с висока степен на естественост. Тук се среща усукан бук (бук джудже), която придобива такава форма поради голямата надморска височина и климата. Тези гори показват структурни и динамични характеристики, подобни на първичните гори, включително висока плътност на мъртвата дървесина. Срещат се и едри хищници - кафява мечка, вълк, рис и дива котка, както и видове, които са тяхната хранителна база. В рамките на групата „Бешчади“ никога не е било извършвано горско стопанство, а извън нея за последен път е реализирано такова преди повече от 70 години и то не твърде интензивно.